# Fredo Santana
Pour les articles homonymes, voir Santana.
Derrick Coleman, dit Fredo Santana, né le 4 juillet 1990 à Chicago dans l'Illinois et mort dans la nuit du 19 au 20 janvier 2018 à Los Angeles en Californie, est un rappeur américain.
Il est le cousin du rappeur Chief Keef. Il codirige avec ce dernier le label Glory Boyz Entertainment (également connu comme Glo Gang) avant de lancer son propre label, Savage Squad Records. Son premier album studio Trappin' Ain't Dead est publié le 20 novembre 2013 via Savage Squad.

## Biographie
Fredo Santana est né Derrick Coleman le 4 juillet 1990 à Chicago, Illinois. Santana est le cousin du rappeur Chief Keef, et est co-chef de la direction de la maison de disques de Chief Keef, Glory Boyz Entertainment (GBE). Fredo Santana est bien connu pour son style musical, et son tatouage représentant une croix sur son front. Fredo Santana, comme beaucoup de ses collègues membres du GBE, est affilié au gang criminel connu sous le nom de Black Disciples. Santana peut être entendu en disant les mots « 3Hunna » et « 300 » dans plusieurs de ses chansons qui sont tous les deux des noms alternatifs de la faction (sous-groupe) du gang Black Disciples auquel il appartient.
Fredo Santana, comme beaucoup de rappeurs apparus dans la vidéo I Don’t Like de Chief Keef, gagne beaucoup de popularité après que Lil Reese ait été entendu en train de dire Fredo In the Cut. La première mixtape de Fredo Santana est intitulée That's a Scary Site et est réalisée en septembre 2012. Cette première mixtape contient de nombreuses chansons à succès telles que Gang Bang et My Lil Niggas qui incluaient Lil Reese et Chief Keef. Fredo Santana finit par réaliser une vidéo pour à peu près toutes les chansons de cette mixtape.
Fredo Santana est issu du label Glory Boyz Entertainment, un label regroupant déjà des noms connus du hip-hop américain tels que Lil Reese et Chief Keef. Ces deux derniers apparaissent d'ailleurs sur sa première mixtape intitulée It's a Scary Site aux côtés d'autres invités comme King L, Gino Marley, Frenchie, Lil Herb, Lil Bibby ou encore Lil Durk. La deuxième mixtape de Santana, Fredo Kruger, est publiée 23 février 2013 et comportait notamment les apparitions de Migos, Juelz Santana, Soulja Boy, Young Scooter, Fat Trel, Alley Boy, Lil Durk et encore Lil Reese. Fredo Santana apparaît dans le clip de Drake, Hold On We're Going Home où il interprète un homme kidnappant la petite amie de Drake. 
Son premier album studio, Trappin Ain't Dead, est publié le 20 novembre 2013,, et fait participer Chief Keef, Kendrick Lamar, PeeWee Longway et d'autres membres du Glo Gang. Scary Site 2, sa quatrième mixtape (après Street Shit), sort peu après, le 20 décembre 2013.
Le 27 février 2014, Fredo Santana annonce la sortie d'un album collaboratif avec Chief Keef intitulé Blood Thicker than Water,. Le 9 juillet 2014, il révèle la liste des titres de son prochain album, Walking Legend.

### Mort
Fredo Santana meurt le 19 janvier 2018 à l'âge de 27 ans. Les circonstances de sa mort sont floues, même si on sait qu'en octobre 2017, il disait suivre un programme de désintoxication, laissant présager qu'il parlait de sa consommation de lean.
Il se rendait plusieurs fois à l’hôpital de 2017 à 2018 pour des problèmes de reins. Certaines sources parlent d'une mort due à un cancer des reins causé par la consommation excessive de Purple drank. Ces allégations doivent être considérées, jusqu'à preuve du contraire, comme des suppositions, le lien entre consommation d'opioïdes et développement de cancers rénaux n'ayant jamais été documenté scientifiquement.
Son âge de mort et son métier l'ont fait rentrer dans le Club des 27.

## Discographie

### Album studio
- 2013 : Trappin Ain't Dead

### Mixtapes
- 2012 : It's a Scary Site[15]
- 2013 : Fredo Kruger[16]
- 2013 : Street Shit (avec Gino Marley)[17]
- 2013 : It's a Scary Site 2[18]
- 2014 : Walking Legend[19]
- 2015 : Ain't No Money Like Trap Money[20]
- 2016 : Fredo Mafia
- 2017 : Plugged In
- 2017 : Fredo Kruger 2

### Singles
- 2013 : I Need More (featuring Young Scooter)[21]
- 2013 : Bird Talk
- 2013 : Jealous (featuring Kendrick Lamar)[22]
- 2014 : It's Only Right